# 이와쿠라역 (교토부)
이와쿠라역(일본어: 岩倉駅, いわくらえき)은 일본 교토부 교토시 사쿄구에 위치한 에이잔 전철 구라마 선의 역이다. 역 번호는 E10이다.

## 역사
제2차 세계대전 후의 1958년부터 32년간 복선 구간의 말단에서 당역 회송 열차가 많이 설정되어 있었고 니켄차야 역까지 복선 구간이 연장되면서 회송 열차의 설정은 없다.
- 1928년 12월 1일: 구라마 전기철도의 역으로 영업 개시.
- 1942년 8월 1일: 회사 합병으로 게이후쿠 전기철도 구라마 선의 역이 됨.
- 1944년 11월 10일: 전쟁에 따른 자재 공출로 인하여 본 역을 포함한 야마바나(현, 다카라가이케) ~ 니켄차야 역 구간이 단선 구조가 됨.
- 1958년 4월 9일: 다카라가이케 ~ 당역 구간이 다시 복선이 됨.
- 1986년 4월 1일: 게이후쿠 전기철도가 구라마 선을 에이잔 전철에 양도하여 에이잔 전철 구라마 선의 역이 됨.
- 1990년 9월 28일: 본 역 ~ 니켄차야 역 구간이 다시 복선이 됨.
- 2006년 4월 1일: 인접지에 교토 시 이와쿠라 지역 포괄 지원 센터가 개설되어 배리어 프리에 대응하여 개축됨.

## 역 구조
상대식 승강장 2면 2선의 구조이고 무인역이다. 각각의 승강장에 출입구가 있고, 슬로프도 갖추고 있다. 승강장 거의 전체를 역사가 덮고 있으며 데마치야나기 행 승강장에는 화장실 및 가동 시간대를 한정한 자동 매표기가 설치되어 있다. 무인역이지만, 특정 시간에만 정기 이용권을 예약 접수 가능한 역무원이 배치되어 있다.
두 승강장은 데마치야나기 방향의 부도 건널목에서 연결된다. 또한, 예전에는 다른 역과 같이 부도의 건널목에서 계단으로 출입하는 구조였지만, 2006년 인접 지역에 대한 교토 시 이와쿠라 지역 포괄 지원 센터 개설로 인하여 배리어 프리화가 진행되었고 현재의 구조로 개축되었다.

### 승강장
|  | ■ 구라마 선 (상행) | 다카라가이케・데마치야나기 방면 |
|  | ■ 구라마 선 (하행) | 니켄차야・구라마 방면           |

## 역 주변
주변은 주택가이다. 이와쿠라 지구는 시가화 조정 구역에서 고층 아파트 등의 대규모 개발은 할 수 없는 관계로 단독 주택과 저층 집합 주택이 중심이 되고 있다.
- 교토 시 이와쿠라 지역 포괄 지원 센터
- 이와쿠라 히가시 공원 운동장
- 이와쿠라 강
- 교토 시립 라쿠호쿠 중학교
- 도시샤 초등학교
- 교토 이와쿠라 우체국

## 인접역
| 에이잔 전철 ■ 구라마 선          | 에이잔 전철 ■ 구라마 선 | 에이잔 전철 ■ 구라마 선 |
| -------------------------------- | ----------------------- | ----------------------- |
| E09 하치만마에 다카라가이케 방면 |                         | 기노 E11 구라마 방면    |